# Germán Molina Valdivieso
Germán Molina Valdivieso (Viña del Mar, 1 de enero de 1943) es un abogado y político chileno, exministro de Estado de los gobiernos de los presidentes Patricio Aylwin y Eduardo Frei Ruiz-Tagle.

## Biografía
Hijo de Jorge Molina López y de María Adriana Valdivieso Peña, estudió en el Colegio de los Padres Franceses de su ciudad natal y, posteriormente, se tituló como abogado en la Universidad Católica de Valparaíso.
Durante el periodo de la dictadura militar liderado por el general Augusto Pinochet, fue fundador y vicepresidente de la Comisión Chilena de Derechos Humanos. También fue presidente del Word University Center y director de la Organización Internacional de Educación de Adultos.
Casado con María Ximena Montero Jiménez, tiene tres hijos hombres.

## Carrera política
Fue miembro de la Izquierda Cristiana. En 1987 fue uno de los fundadores del Partido por la Democracia (PPD) y ocupó varios cargos partidarios. En las elecciones parlamentarias de 1989 fue candidato a diputado por la Provincia de Curicó, donde no resultó elegido.
Entre septiembre de 1992 y marzo de 1994 fue ministro de Transportes y Telecomunicaciones del gobierno de Patricio Aylwin.
En el gobierno de Eduardo Frei Ruiz-Tagle ocupó los cargos de embajador de Chile en los Países Bajos, entre 1994 y 1997, y de ministro del Trabajo y Previsión Social, entre 1998 y 2000. Como titular de Trabajo, tuvo como tarea promover una reforma laboral rechazada por sectores empresariales y considerada por personeros de la oposición como una maniobra que buscaba beneficiar al candidato oficialista a la Presidencia en pleno periodo electoral.
También fue coordinador general de Concesiones del Ministerio de Obras Públicas (MOP) durante la primera parte del Gobierno del presidente Ricardo Lagos, y director de las estatales Empresa de los Ferrocarriles del Estado (EFE) y Correos de Chile. Su salida del MOP, en octubre de 2002, se gatilló a raíz de las diferencias surgidas con el ministro Javier Etcheberry, ingeniero que llegó a la cartera desde el Servicio de Impuestos Internos (SII) a comienzos de ese año con la misión de cambiar drásticamente el estilo de gestión de las distintas unidades, el cual había dado espacio para actos de corrupción durante la administración de su predecesor, Carlos Cruz.

## Historial electoral

### Elecciones parlamentarias de 1989
- Elecciones parlamentarias de 1989, para el Distrito 36, Curicó, Hualañé, Licantén, Molina, Rauco, Romeral, Sagrada Familia, Teno y Vichuquén [9]

| Candidato                 | Pacto                          | Partido | Votos  | %     | Resultado |
| ------------------------- | ------------------------------ | ------- | ------ | ----- | --------- |
| Gustavo Ramírez Vergara   | Concertación por la Democracia | DC      | 44 825 | 39,10 | Diputado  |
| Sergio Correa de la Cerda | Democracia y Progreso          | UDI     | 26 457 | 23,08 | Diputado  |
| Germán Molina Valdivieso  | Concertación por la Democracia | PPD     | 25 267 | 22,04 |           |
| Eugenio Munita Torrealba  | Democracia y Progreso          | RN      | 12 432 | 10,84 |           |
| Gabriel Millán Hormazábal | Partido Nacional               | ILF     | 5675   | 4,95  |           |